# Tropidosteptes setiger
Tropidosteptes setiger är en insektsart som beskrevs av Bliven 1973. Tropidosteptes setiger ingår i släktet Tropidosteptes och familjen ängsskinnbaggar. Inga underarter finns listade i Catalogue of Life.